# Heppdiel
Heppdiel ist ein Gemeindeteil der Gemeinde Eichenbühl im unterfränkischen Landkreis Miltenberg in Bayern.

## Geographie
Das Pfarrdorf Heppdiel liegt in einem linken Seitental des Kaltenbaches auf 327 m ü. NHN an der Kreisstraße MIL 13 zwischen Windischbuchen und Pfohlbach. Südöstlich liegt Guggenberg und westlich das zu Miltenberg gehörende Dorf Schippach. Im Süden von Heppdiel verläuft die Landesgrenze zu Baden-Württemberg, gleichzeitig Ortsgrenze zu Walldürn.